# Ryan (Oklahoma)
Ryan – miasto w Stanach Zjednoczonych, w stanie Oklahoma, w hrabstwie Jefferson.
10 marca 1940 roku urodził się tam Chuck Norris, amerykański aktor.